# 국소 연결 공간
일반위상수학에서 국소 연결 공간(局所連結空間, 영어: locally connected space)은 모든 점이 연결 근방들로 구성된 국소 기저를 갖는 위상 공간이다.

## 정의
위상 공간 {\displaystyle X}에 대하여 다음 두 조건이 서로 동치이며, 이를 만족시키는 위상 공간을 국소 연결 공간이라고 한다.
- 임의의 점 {\displaystyle x\in X}의 임의의 근방 {\displaystyle U\ni x}에 대하여, {\displaystyle x\in C\subseteq U}인 연결 근방 {\displaystyle C}가 존재한다.[1]:161
- 임의의 열린집합 {\displaystyle U\subseteq X}의 모든 연결 성분은 {\displaystyle X}의 열린집합이다.[1]:161

위상 공간 {\displaystyle X}에 대하여 다음 두 조건이 서로 동치이며, 이를 만족시키는 위상 공간을
국소 경로 연결 공간(局所經路連結空間, 영어: locally path connected space)이라고 한다.
- 임의의 점 {\displaystyle x\in X}의 임의의 근방 {\displaystyle U\ni x}에 대하여, {\displaystyle x\in C\subseteq U}인 경로 연결 근방 {\displaystyle C}가 존재한다.[1]:161
- 임의의 열린집합 {\displaystyle U\subseteq X}의 모든 경로 연결 성분은 {\displaystyle X}의 열린집합이다.[1]:161

## 성질
다음과 같은 함의 관계가 존재한다.
CW 복합체 ⊊ 국소 축약 가능 공간 ⊊ 국소 경로 연결 공간 ⊊ 국소 연결 공간
국소 경로 연결 공간 속에서 다음이 성립한다.
- 연결 성분과 경로 연결 성분의 개념이 동치이다.[1]:161
- 연결 열린집합과 경로 연결 열린집합의 개념이 동치이다.[1]:162

국소 연결 공간의 몫공간은 국소 연결 공간이다.:163
(경로) 연결성과 국소 (경로) 연결성은 다음과 같은 함의 관계를 가진다.
|                                        | 경로 연결 | 연결이지만 경로 연결이 아님 | 연결이 아님 |
| -------------------------------------- | --------- | --------------------------- | ----------- |
| 국소 경로 연결                         | 가능      | 불가능                      | 가능        |
| 국소 연결이지만, 국소 경로 연결이 아님 | 가능      | 가능                        | 가능        |
| 국소 연결이 아님                       | 가능      | 가능                        | 가능        |

## 예

위상수학자의 사인 곡선은 연결 공간이지만, 경로 연결 공간이 아니며, 국소 연결 공간도 아니다.

빗 공간은 경로 연결 공간이지만 국소 연결 공간이 아니다.

(경로) 연결성과 국소 (경로) 연결성의 함의 관계에 대한 대표적인 예는 다음과 같다.
|                                       | 경로 연결                                                  | 연결이지만 경로 연결이 아님                     |
| ------------------------------------- | ---------------------------------------------------------- | ----------------------------------------------- |
| 국소 경로 연결                        | 유클리드 공간                                              | (불가능)                                        |
| 국소 연결이지만 국소 경로 연결이 아님 | 비가산 집합의 여가산 위상(영어: cocountable topology)의 뿔 | {\displaystyle [0,1]^{2}} 위의 사전식 순서 위상 |
| 국소 연결이 아님                      | 빗 공간                                                    | 위상수학자의 사인 곡선                          |

(연결 공간이 아닌 국소 경로 연결 공간 · 국소 연결 국소 경로 비연결 공간 · 국소 비연결 공간의 예를 얻으려면, 위 표의 예들의 분리합집합을 취하면 된다. 예를 들어, 두 개의 위상수학자의 사인 곡선의 분리합집합은 국소 연결 공간이 아닌 비연결 공간이다.)
위상수학자의 사인 곡선은 연결 공간이지만 국소 연결 공간이 아니다. (0, 1)에서 이 점을 중심으로 하는 적당히 작은 ε-구를 잡으면, (0, 1)을 포함하는 연결 성분은 열린집합이 아니기 때문이다.
빗 공간(영어: comb space)은 {\displaystyle \mathbb {R} ^{2}}의 다음과 같은 부분 공간이다.
{\displaystyle \{0\}\times [0,1]\cup [0,1]\times \{0\}\cup \{1/n\colon n\in \mathbb {Z} ^{+}\}\times [0,1]}
이는 경로 연결 공간이지만 국소 연결 공간이 아니다.
유리수의 부분 공간 위상은 국소 연결 공간도, 연결 공간도 아니다.

## 같이 보기
- 국소 단일 연결 공간